# Hardcore '81
Hardcore '81 è un album del gruppo hardcore punk canadese D.O.A.. Pubblicato nel 1981, l'album ha aiutato a diffondere il termine "hardcore".

## Tracce
1. D.O.A - 1:38
2. Unknown - 2:30
3. Slumlord - 1:55
4. Musical Interlude - 0:22
5. I Don't Give a Shit - 1:21
6. M.C.T.F.D - 1:38
7. Communication Breakdown (cover dei Led Zeppelin) - 1:57
8. 001 Loser's Club - 1:54
9. Fucked Up Baby - 1:27
10. The Kenny Blister Song - 0:16
11. Smash The State - 1:32
12. My Old Man's a Bum - 1:41
13. Bloodsucker Baby - 0:54
14. Waiting for You - 3:36
Tracce bonus dall'EP Don't Turn Yer Back on Desperate Times nelle ristampe:
15. General Strike [live] - 3:36
16. Race Riot [live] - 1:06
17. A Season in Hell [live] - 2:34
18. Burn It Down [live] - 2:34

## Formazione
- Joey Shithead Keithley - voce, chitarra
- Randy Rampage - basso, voce secondaria
- Chuck Biscuits - batteria
- Dave Gregg - chitarra, voce